# Nowa Zbelutka
Nowa Zbelutka – wieś w Polsce położona w województwie świętokrzyskim, w powiecie kieleckim, w gminie Łagów.
W latach 1975–1998 miejscowość administracyjnie należała do województwa kieleckiego.

## Części wsi
| SIMC    | Nazwa            | Rodzaj     |
| ------- | ---------------- | ---------- |
| 0247769 | Kozłów           | część wsi  |
| 0247775 | Niwka            | część wsi  |
| 0247781 | Zbelutka-Garbacz | przysiółek |

## Historia
Na mapie Galicji Zachodniej wieś zlokalizowana przy drodze do Pipały, oszacowana na 9 domów, 12 mężczyzn i 2 konie.

## Obiekty zabytkowe (stan na rok 2004)
- dom drewniany, 1850
- dom drewniany, 1900
- dom drewniany, 1912
- dom drewniany, około 1920
- spichlerz drewniany, 1859
- trzy stodoły drewniane z lat: 1850, 1920 i 1923
- pięć obór z lat: 1850, 1890, 1918, 1929, 1931[6]

## Współcześnie
Pola na terenie wsi maja nazwy: Dworskie, Stronia, Glinki, Stachów Dół, Chojny, Sachta, Mieksyn, Plebańskie.
Spis powszechny z czerwca 2011 r. wykazał w sołectwie 228 mieszkańców